# Лонгаре
Лонгаре (итал. Longare) је насеље у Италији у округу Виченца, региону Венето.
Према процени из 2011. у насељу је живело 2568 становника. Насеље се налази на надморској висини од 33 м.

## Становништво
Према резултатима пописа становништва 2011. у општини је живело 5.654 становника.
| 1951. | 1961. | 1971. | 1981. | 1991. | 2001. | 2011. |
| ----- | ----- | ----- | ----- | ----- | ----- | ----- |
| 4.764 | 4.642 | 4.973 | 5.224 | 5.176 | 5.339 | 5.654 |

## Партнерски градови
- Valaurie